# Giles Noble Blennerhasset
Giles Noble Blennerhasset (ur. 16 kwietnia 1895 w Leoville, zm. 4 grudnia 1978) – irlandzki as myśliwski Royal Air Force z okresu I wojnie światowej z 8 potwierdzonymi zwycięstwami powietrznymi.
Giles Noble Blennerhasset służył w Royal Ulster Rifles zanim 24 marca 1916 został przeniesiony do Royal Flying Corps. 30 grudnia 1916 roku został przydzielony do służby w No. 18 Squadron RAF wyposażonego w samoloty Royal Aircraft Factory F.E.2, jako obserwator. W jednostce odniósł pierwsze zwycięstwo powietrzne 4 lutego 1917 roku w okolicach Le Sars razem z pilotem Robertem Farquharem. 5 kwietnia odniósł podwójne zwycięstwo z pilotem Victorem Henrym Hustonem, w okolicach Inchy uszkodzili dwa samoloty Albatros D.II.
Ostatnie ósme zwycięstwo, podwójne, odniósł 23 maja na wschód od Eswars. Razem z pilotem C. Parkinsonem zestrzelili jeden, a drugi uszkodzili samoloty niemieckie Albatros D.III. W połowie lipca 1917 roku Blennerhasset został przeniesiony do służby na terenie Wielkiej Brytanii w Home Establishment. Uzyskał licencję pilota i 24 października 1919 roku został promowany na stopień Flying Officer.
Jako pilot służył w kilku dywizjonach lotniczych: No. 48 Squadron RAF, No. 78 Squadron RAF, No. 112 Squadron RAF, No. 158 Squadron RAF. Służył w Indiach. Z RAF-u odszedł 22 stycznia 1922 roku.